# 錫姆斯島
73°21′S 78°19′W / 73.350°S 78.317°W
錫姆斯島（英語：Sims Island），是南極洲的島嶼，位於帕爾默地，處於里德貝格半島和凱斯島之間的卡羅爾灣南部，在1940年12月22日由美國探險隊發現，現時由南極條約體系管理。